# 石園町
石園町（いそのちょう）は、愛知県名古屋市北区の地名。現行行政地名は石園町1丁目から石園町3丁目。住居表示未実施。

## 地理
名古屋市北区南東部に位置する。東は彩紅橋通・平安通、西は紅雲町、南は芦辺町、北は若葉通に接する。

## 歴史

### 町名の由来
『名北小学校誌』によると、一帯の地質が洪水によってもたらされたと思われる砂礫土であり、また、この辺りを住民が「いぞの山」と称していたことから、「石園」と名付けられたという。

### 沿革
- 1932年（昭和7年）9月1日 - 東区下飯田町の一部（字東出・南原・仲田の各一部）により、東区石園町として成立[1]。
- 1944年（昭和19年）2月11日 - 北区成立に伴い、北区石園町となる[4]。

### 町名の変遷
| 実施後 | 実施年月日   | 実施前（各町名ともその一部）   |
| ------ | ------------ | ------------------------------ |
| 石園町 | 1932年9月1日 | 下飯田町（字東出・南原・仲田） |

## 世帯数と人口
2022年（令和4年）1月1日現在の世帯数と人口は以下の通りである。
| 町丁   | 世帯数  | 人口  |
| ------ | ------- | ----- |
| 石園町 | 191世帯 | 392人 |

### 人口の変遷
国勢調査による人口の推移
| 1950年（昭和25年） | 343人 | [ 5 ]     |  |
| 1955年（昭和30年） | 227人 | [ 5 ]     |  |
| 1960年（昭和35年） | 698人 | [ 6 ]     |  |
| 1965年（昭和40年） | 828人 | [ 6 ]     |  |
| 1970年（昭和45年） | 744人 | [ 7 ]     |  |
| 1975年（昭和50年） | 642人 | [ 7 ]     |  |
| 1980年（昭和55年） | 568人 | [ 8 ]     |  |
| 1985年（昭和60年） | 508人 | [ 9 ]     |  |
| 1990年（平成2年）  | 458人 | [ 10 ]    |  |
| 1995年（平成7年）  | 403人 | [ 11 ]    |  |
| 2000年（平成12年） | 378人 | [ 12 ]    |  |
| 2005年（平成17年） | 385人 | [ 13 ]    |  |
| 2010年（平成22年） | 368人 | [ 14 ]    |  |
| 2020年（令和2年）  | 400人 | [ WEB 5 ] |  |

## 学区
市立小・中学校に通う場合、学校等は以下の通りとなる。また、公立高等学校に通う場合の学区は以下の通りとなる。
| 番・番地等 | 小学校               | 中学校               | 高等学校 |
| ---------- | -------------------- | -------------------- | -------- |
| 全域       | 名古屋市立名北小学校 | 名古屋市立若葉中学校 | 尾張学区 |

## 施設
- 名古屋市立若葉中学校
  - 若葉地域スポーツセンター - 若葉中学校に併設

## その他

### 日本郵便
- 郵便番号 : 462-0855[WEB 2]（集配局：名古屋北郵便局[WEB 8]）。

### WEB
1. 1 2  “町・丁目(大字)別、年齢(10歳階級)別公簿人口(全市・区別)”.   名古屋市. 2022年3月31日閲覧。
2. 1 2  “郵便番号”.  日本郵便. 2019年1月6日閲覧。
3. ↑  “市外局番の一覧”.   総務省. 2019年1月6日閲覧。
4. ↑  “北区の町名一覧”.   名古屋市 (2015年10月21日). 2019年1月12日閲覧。
5. ↑  “データセット情報 国勢調査 / 令和２年国勢調査 / 小地域集計　（主な内容：基本単位区別，町丁・字別人口など） 23：愛知県”.   独立行政法人統計センター. 2022年3月31日閲覧。
6. ↑  “市立小・中学校の通学区域一覧”.   名古屋市 (2018年11月10日). 2019年1月14日閲覧。
7. ↑  “平成29年度以降の愛知県公立高等学校（全日制課程）入学者選抜における通学区域並びに群及びグループ分け案について”.   愛知県教育委員会 (2015年2月16日). 2019年1月14日閲覧。
8. ↑  郵便番号簿 平成29年度版 - 日本郵便. 2019年01月06日閲覧 (PDF)

### 書籍
1. 1 2  名古屋市北区役所市民室 1979, p. 53.
2. 1 2  「角川日本地名大辞典」編纂委員会 1989, p. 1449.
3. ↑  北区制50周年記念事業実行委員会 1994, p. 539.
4. ↑  名古屋市計画局 1992, p. 745.
5. 1 2  名古屋市総務局企画室統計課 1957, p. 75.
6. 1 2  名古屋市総務局企画部統計課 1967, p. 69.
7. 1 2  名古屋市総務局統計課 1977, p. 43.
8. ↑  名古屋市総務局統計課 1981, p. 24.
9. ↑  名古屋市総務局統計課 1986, p. 29.
10. ↑  名古屋市総務局企画部統計課 1991, p. 14.
11. ↑  名古屋市総務局企画部統計課 1996, p. 39.
12. ↑  名古屋市総務局企画部統計課 2001, p. 26.
13. ↑  名古屋市総務局企画部統計課 2006, p. 25.
14. ↑  名古屋市総務局企画部統計課 2011, p. 25.

### 統計資料
- 名古屋市総務局企画室統計課 編『昭和31年版 名古屋市統計年鑑』名古屋市、1957年。
- 名古屋市総務局企画部統計課 編『昭和41年版 名古屋市統計年鑑』名古屋市、1967年。
- 名古屋市総務局統計課 編『昭和51年版 名古屋市統計年鑑』名古屋市、1977年。
- 名古屋市総務局統計課 編『昭和55年国勢調査 名古屋の町・丁目別人口（昭和55年10月1日現在）』名古屋市役所、1981年。
- 名古屋市総務局統計課 編『昭和60年国勢調査 名古屋の町・丁目別人口（昭和60年10月1日現在）』名古屋市役所、1986年。
- 名古屋市総務局企画部統計課 編『平成2年国勢調査 名古屋の町（大字）別・年齢別人口（平成2年10月1日現在）』名古屋市役所、1991年。
- 名古屋市総務局企画部統計課 編『平成7年国勢調査 名古屋の町（大字）・丁目別人口（平成7年10月1日現在）』名古屋市役所、1996年。
- 名古屋市総務局企画部統計課 編『平成12年国勢調査 名古屋の町（大字）・丁目別人口（平成12年10月1日現在）』名古屋市役所、2001年。
- 名古屋市総務局企画部統計課 編『平成17年国勢調査 名古屋の町（大字）・丁目別人口（平成17年10月1日現在）』名古屋市役所、2006年。
- 名古屋市総務局企画部統計課 編『平成22年国勢調査 名古屋の町（大字）・丁目別人口（平成22年10月1日現在）』名古屋市役所、2011年。